# Station Hamstead
Hamstead is een spoorwegstation van National Rail in Hamstead, Birmingham in Engeland. Het station is eigendom van Network Rail en wordt beheerd door West Midland Trains.